# 대타

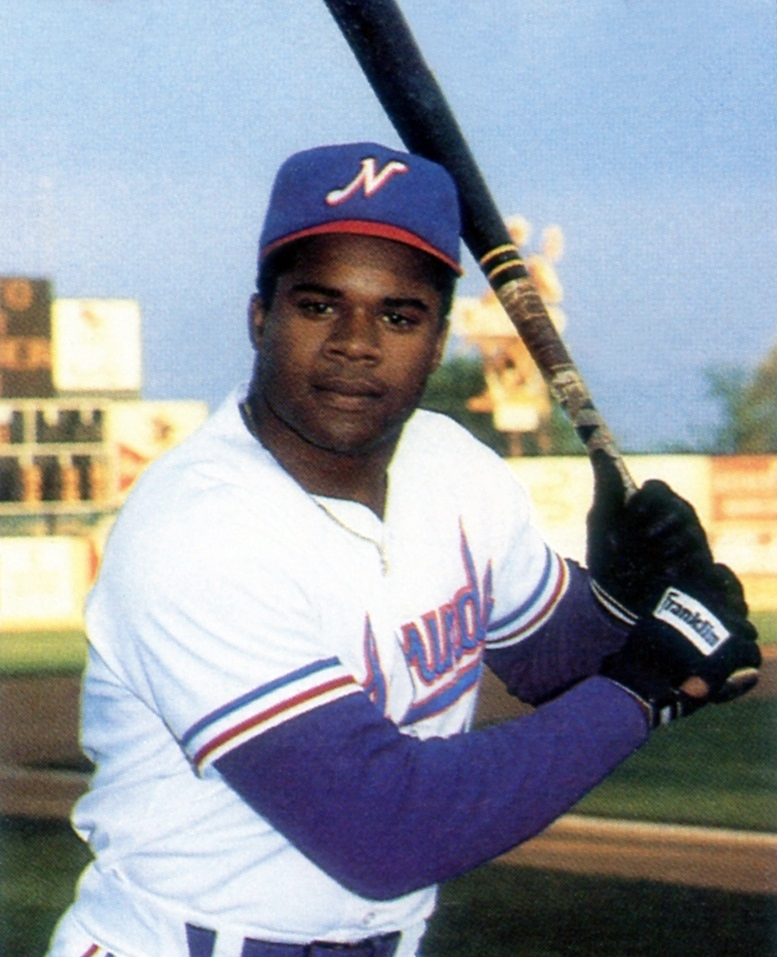

대타(代打, pinch hitter)는 특정 투수를 상대하기 위해 타자를 교체해 타석에 들어서게 되는 타자를 말한다. 수비번호는 없으나, 기록지 등에 사용되는 약칭으로는 H를 사용한다. 공격상황이 종료되고 수비상황으로 전환되었을 때에 수비엔트리에 들어서면 수비위치에 따라 수비번호가 부여된다. 지명타자를 사용하지 않는 센트럴 리그(일본 프로 야구)에서 주로 투수 타석에 많이 투입한다. 흔히 대타는 경기 중후반부터 사용이 많이 된다. 선수의 체력이 지쳐있는 경우, 좌우 투수에게 대항하는 경우(일반적으로 좌타자는 우투수에게 강하고, 우타자는 좌투수에게 강하다는 점을 이용해서 좌투수와 좌타자가 상대할 때 좌타자를 우타자로 교체하는 경우), 일부러 남겨둔 특급자원(일명 히든카드)을 막판에 사용하는 경우 등이 있다.
주로 별로 필요없는 자원을 후반에 대타요원으로 많이 투입시킨다.

## 같이 보기
- 지명 타자
- 대주자